# Commission locale d'information auprès du CEA de Fontenay-aux-Roses
La Commission locale d'information auprès du commissariat à l'énergie atomique de Fontenay-aux-Roses  est une commission locale d'information (CLI) instituée auprès du Commissariat à l'énergie atomique (CEA) en ce qui concerne le site de Fontenay-aux-Roses, dans le département des Hauts-de-Seine.

## Périmètre d'intervention
La CLI se trouve en banlieue sud de Paris, qu'elle jouxte par le sud. Dans un rayon de cinq kilomètres autour du site, quatre départements (Hauts-de-Seine, Val-de-Marne, Yvelines et Essonne), deux EPT (Vallée Sud Grand Paris et Grand-Orly Seine Bièvre), vingt-et-une communes, deux arrondissements de Paris comptant 600 000 habitants sont concernés par l'activité de la CLI.

## Historique
Cette commission locale d'information a été créée, et ses membres ont été nommés, par un arrêté de Patrick Devedjian, président du conseil général des Hauts-de-Seine, en date du 16 décembre 2009. Sa première réunion s'est tenue le 4 février 2010 à l'hôtel de ville de Châtillon, (commune dont le président de la commission, Stéphane Jacquot, est conseiller municipal délégué à la citoyenneté et conseiller communautaire de la communauté de communes de Châtillon-Montrouge). Une visite du site a été organisée pour ses membres le 26 mars 2010.
Dans une interview au journal Le Parisien, Stéphane Jacquot déclarait demander la transparence au Commissariat à l'énergie atomique de Fontenay-aux-Roses sur le programme de dénucléarisation du site.
Un reportage sur la dernière réunion de la CLI du 4 novembre 2010 illustre les missions de celle-ci.

## Missions
Cette commission a une mission générale de suivi d'information et de concertation en matière de sûreté nucléaire, de radioprotection et d'impact des activités nucléaires sur les personnes et l'environnement en ce qui concerne les installations nucléaires de base (INB) en démantèlement sur le site de Fontenay-aux-Roses.

## Communes et structures intercommunales membres
Les communes et structures intercommunales concernées, en dehors de Fontenay-aux-Roses, sont, depuis 2016 :
- Châtillon
- Montrouge
- Paris
- Vélizy-Villacoublay
- l'EPT Vallée Sud Grand Paris
- l'EPT Grand-Orly Seine Bièvre

## Composition de la CLI
La CLI est présidée par Laurent Vastel, maire de Fontenay-aux-Roses et composée de quarante-sept membres, nommés pour six ans :

### Trente-neuf membres à voix délibérative

#### Élus
- Parlementaires (députés et sénateurs) élus dans les départements intéressés :
  - Guy Malherbe, député de l'Essonne
  - Laurent Béteille, sénateur de l'Essonne
  - Jean-Pierre Schosteck, député des Hauts-de-Seine
  - Isabelle Debré, sénatrice des Hauts-de-Seine
  - Philippe Goujon, député de Paris
  - Marie-Thérèse Hermange, sénatrice de Paris
  - Richard Dell'Agnola, député du Val-de-Marne
  - Christian Cambon, sénateur du Val-de-Marne
  - Yves Vandewalle, député des Yvelines
  - Alain Gournac, sénateur des Yvelines

- Conseiller régional de la région intéressée :
  - Dominique Lafon, conseiller régional d'Île-de-France

- Conseillers généraux des départements intéressés :
  - Thomas Joly, conseiller général de l'Essonne
  - Philippe Pemezec, conseiller général des Hauts-de-Seine
  - Daniel Breuiller, conseiller général du Val-de-Marne
  - Joël Loison, conseiller général des Yvelines

- Représentants des structures intercommunales intéressées :
  - Véronique Banuls, représentante de la Communauté d'agglomération Versailles Grand Parc
  - Thomas Joly (titulaire) et Philippe Pemezec (suppléant), représentants de la Communauté d'agglomération des Hauts-de-Bièvre
  - Jean-François Dumas, représentant de la Communauté d'agglomération Sud de Seine
  - Marianne Buhler, représentante de la Communauté d'agglomération Arc de Seine
  - Christine Bruneau, représentante de la Communauté d'agglomération Val de Seine
  - Jean-Yves Le Bouillonnec, représentant de la Communauté d'agglomération du Val de Bièvre

- Représentants des communes intéressées :
  - Stéphane Jacquot, représentant de la commune de Châtillon
  - Jean Laurent, représentant de la commune de Montrouge
  - François Vauglin, représentant de la ville de Paris
  - Jacques Harlaut, représentant de la commune de Vélizy-Villacoublay

#### Autres
- Représentants d'associations de protection de l'environnement œuvrant dans les départements intéressés :
  - Claude Andres (titulaire) et Martine Bloch (suppléante), représentants d'Environnement 92
  - Eugène Belin (titulaire) et Peter Schnürle (suppléant), représentants de l'Association pour la protection du coteau boisé du Panorama à Fontenay-aux-Roses
  - Daniel Hannotiaux, représentant d'Île-de-France Environnement
  - Hervé Lambel, représentant de Paris Banlieue Environnement

- Représentants des syndicats de salariés représentatifs au sein de l'exploitant des installations intéressées ou des entreprises extérieures :
  - Marc Ammerich, représentant de la CFDT du CEA
  - François Turlin, représentant de la CFTC du CEA
  - Jean-Michel Bouldoires, représentant de la CFE-CGC du CEA
  - Gérard Durieux, représentant de la CGT du CEA
  - André Virlon, représentant du SPAE UNSA du CEA

- Représentants de personnes qualifiées et du monde économique :
  - Frédéric Brunet, représentant de la Chambre de commerce et d'industrie de Paris Hauts-de-Seine
  - Albert Saporta, président-directeur général du laboratoire Stallergènes à Antony
  - Thierry de Revel, chef de service à l'hôpital Percy de Clamart
  - Pierre Galanaut, chef de service à l'Hôpital Antoine-Béclère de Clamart
  - Thierry Charles, directeur de la sûreté des usines de radioprotection et de sûreté nucléaire du CEA de Fontenay-aux-Roses

### Huit membres à voix consultative
- Représentants de l'Autorité de sûreté nucléaire :
  - Le chef de la division d'Orléans (ou son adjoint)
  - L'ingénieur chargé du contrôle et de l'installation

- Représentants des services déconcentrés de l'État dans la région et les départements intéressés, compétents en matière d'environnement et d'énergie nucléaire :
  - Le directeur régional de l'Industrie, de la Recherche et de l'Environnement (DRIRE)
  - Le sous-préfet d'Antony
  - Le directeur départemental des Affaires sanitaires et sociales (DDASS) des Hauts-de-Seine
  - Le sous-préfet de L'Haÿ-les-Roses (ou le secrétaire général de la sous-préfecture)
  - Le directeur du Service interministériel de défense et de protection civile (SIDPC) des Yvelines

- Représentant de l'exploitant des installations intéressées :
  - Le directeur du CEA de Fontenay-aux-Roses

#### Liste des présidents successifs
| Période | Période | Identité         | Étiquette | Qualité |
| ------- | ------- | ---------------- | --------- | --- |
| 2008    | 2014    | Stéphane Jacquot | UMP       | Conseiller communautaire de la Communauté de communes de Châtillon-Montrouge et Maire-Adjoint de Châtillon |
| 2014    | 2020    | Laurent Vastel   | UDI       | Maire de Fontenay-aux-Roses                                                                                |